# Caecidotea acuticarpa
Caecidotea acuticarpa is een pissebed uit de familie Asellidae. De wetenschappelijke naam van de soort is voor het eerst geldig gepubliceerd in 1940 door Mackin & Hubricht.